# Portal Andresito
El Portal Andresito es un espacio cultural, informativo, educativo y lúdico abierto a todos, es un sitio que permite recorrer de manera divertida y desestructurada la vida de Andresito Guazurarí, un personaje fundamental para la historia de la provincia de Misiones. En este espacio web se puede conocer las hazañas y peripecias que tuvo que sortear el héroe, en su lucha en defensa de la libertad del pueblo misionero con contenidos educativos referidos a la historia y las campañas del prócer, destinados a alumnos, docentes, directivos de escuelas primarias, secundarias, IFD y público en general.

## Secciones
Primarias, Secundarias, IFD, contenidos para docentes, como así también recursos, juegos, software y materiales bibliográficos realizado por investigadores misioneros.

## Declaración de interés educativo
El sitio web Portal Andresito fue creado por iniciativa de la presidencia de la Cámara de Representantes por el Ing. Carlos Rovira a través de la Unidad de Gestión en Tecnologías de la Información y Comunicaciones, bajo la premisa de que un pueblo no puede proyectar su futuro si no reconoce su identidad y descendencia, presentada el 5 de abril de 2013 y declarada de interés provincial.

## Importancia
La importancia de esta iniciativa se refleja a que los estudiantes van a tener acceso al conocimiento de la historia misionera. Es un sitio con contenidos educativos y una recopilación de materiales de diversas fuentes con el objetivo de dar a conocer la historia de la región y aportar materiales didácticos del prócer Andresito Guazurarí a los fines de contemplar el desafío educacional a cual se enfrenta la curricula educativa.
El objetivo del portal es que los alumnos y docentes cuenten con materiales digitales multimedios e interactivos desde un lenguaje común a ellos plasmado en el lenguaje digital, también es entramar lazos sólidos con la historia y sus protagonistas, recuperar las figuras de caudillos y héroes misioneros siguiendo una línea de tiempo de modo que a través de la historia se revalorice la cultura y herencia de los pueblos primigenios.
Es un medio de comunicación para dar a conocer actividades educativas y culturales propuestas desde la Cámara de Representantes de la provincia de Misiones. El sitio web está pensado para realizar una reconstrucción histórica de Misiones de manera entretenida, por medio de cuentos, videos, cómics y actividades lúdicas.
El portal se encuentra terminado en su presentación pero en constante renovación y contribución de materiales con colaboración de docentes y estudiantes que realizan sus aportes desde distintos lugares de la provincia de Misiones.